# Moschea di Karađoz Bey
La moschea di Karađoz Bey (in bosniaco: Karađoz-begova džamija, in croato: Karađozbegova džamija) è una moschea ottomana della città di Mostar, in Bosnia-Erzegovina.

## Storia e descrizione
La moschea fu commissionata da Mehmed Bey Karagöz, fratello dell'alto dignitario ottomano Rüstem Pascià, al celebre architetto Sinān. I lavori di costruzione terminarono nel 1557.
La moschea fu gravemente danneggiata durante la seconda guerra mondiale e durante la guerra di Bosnia. Già oggetto di restauri nel 1978, fu sottoposta ad un importante intervento di ricostruzione tra il 2002 ed il 2004. Fu riaperta al culto nel 2004.
L'ingresso è presentato da un portico sormontato da tre cupole ed affiancato sul lato destro dall'unico minareto della moschea. La sala della preghiera presenta una pianta quadrata sormontata da una cupola sorretta da un tamburo ottagonale. Gli interni sono decorati con motivi floreali ed iscrizioni coraniche.
Sul lato est della moschea si apre un cortile nel mezzo del quale si trova un sadirvan e si affaccia un edificio all'interno del quale erano ospitate una biblioteca, una madrasa e un'imaret.